# Alphonse Magnien
Alphonse Magnien (9 de junio de 1837-21 de diciembre de 1902) fue el superior del Seminario y Universidad de Santa María en Baltimore, Maryland desde 1878 hasta 1902. Ejerció una influencia considerable en la educación del seminario católico en los Estados Unidos.

## Primeros años
Nació en Le Bleymard, en Lozère. Estudió clásicos en Chirac en Lozère, y entre 1857 y 1862, filosofía y teología en la Universidad de Orleans. Se había afiliado a la Diócesis de Orleans en respuesta a la petición de Félix Dupanloup de reclutas clericales. En el seminario desarrolló una vocación sulpiciana; pero el obispo lo empleó durante dos años después de su ordenación en 1862 como profesor en el seminario preparatorio de La Chapelle-Saint-Mesmin. Luego se convirtió sucesivamente, bajo la dirección de sus superiores sulpicianos, profesor de ciencias en Nantes (1864-65) y profesor de teología y Sagrada Escritura en Rodez (1866-69).

## Carrera docente
A finales de 1869, Magnien comenzó a enseñar en St. Mary's en Baltimore. Demostró ser un maestro capaz, primero en su curso de filosofía y, más tarde, de Sagrada Escritura y dogma. Parecía comprender instintivamente la parte vital de una pregunta y descansaba contento solo cuando había encontrado la verdad. Se convirtió en superior del seminario a la muerte del Dr. Dubreul en 1878. Era naturalmente recto, franco, varonil y dedicado a la Iglesia y a la difusión de la religión. Habló a los seminaristas desde la abundancia de un corazón sacerdotal y desde un pleno conocimiento de la vida sacerdotal. Fue especialmente capaz en la tribuna; Hablaba casi a diario sobre temas espirituales sin llegar a ser agotador. En la administración de su oficina no había nada estrecho o duro. Tenía un gran conocimiento de las condiciones en este país. Solía decir al final de su vida: "He confiado mucho y a veces me han engañado; pero sé que si hubiera confiado menos, todavía me habrían engañado con más frecuencia".
Este sentimiento generoso y sabio caracteriza al hombre y revela parcialmente el secreto de su influencia. Magnien era amado y venerado. Tenía fuertes afectos; También tenía fuertes disgustos, pero no tan incontrolables como para llevarlo a una injusticia. Su personalidad contribuyó, en gran medida, al crecimiento y la prosperidad del Seminario de Santa María. Bajo su administración, St. Austin's College fue fundado en la Universidad Católica de América, para el reclutamiento de vocaciones estadounidenses a St. Sulpice. Sus habilidades como eclesiástico y teólogo fueron reveladas visiblemente en el Tercer Concilio Plenario de Baltimore. A lo largo de su vida, su consejo fue frecuentemente buscado y muy valorado por muchos miembros del clero. Con frecuencia predicaba retiros al clero.

## Muerte
Durante el retiro en San Luis en 1897, fue presa de un ataque de una enfermedad de la que había sufrido durante años. Algunos meses más tarde fue a París para recibir un tratamiento especial, donde se sometió a una operación muy peligrosa, y regresó a su puesto en Baltimore. Su salud, sin embargo, nunca se recuperó por completo y después de dos o tres años comenzó a fallar notablemente, y en el verano de 1902 renunció, muriendo unos meses después.